# Blastothrix hedqvisti
Blastothrix hedqvisti is een vliesvleugelig insect uit de familie Encyrtidae. De wetenschappelijke naam is voor het eerst geldig gepubliceerd in 1984 door Sugonjaev.